# House of Bamboo
House of Bamboo is een Amerikaanse film noir uit 1955 onder regie van Samuel Fuller. De film werd destijds uitgebracht onder de titel Huis van bamboe.

## Verhaal
In Tokio overvalt een boevenbende Amerikaanse ammunitietreinen. De Amerikaan Eddie Kenner tracht te infiltreren in de bende. Hij werkt mee aan een treinoverval. Daarbij krijgt hij de hulp van Mariko, de Japanse weduwe van een gesneuvelde Amerikaanse soldaat.

## Rolverdeling
| Acteur            | Personage       |
| ----------------- | --------------- |
| Robert Ryan       | Sandy Dawson    |
| Robert Stack      | Eddie Kenner    |
| Shirley Yamaguchi | Mariko          |
| Cameron Mitchell  | Griff           |
| Brad Dexter       | Kapitein Hanson |
| Sessue Hayakawa   | Inspecteur Kito |
| DeForest Kelley   | Charlie         |